# Jewhen Ołesnycki
Jewhen Hryhorowycz Ołesnycki, ukr. Євген Григорович Олесницький, pol. Eugeniusz Oleśnicki (ur. 5 marca 1860, zm. 26 października 1917) – ukraiński działacz społeczny i polityczny w Galicji, prawnik, ekonomista, publicysta, tłumacz. Prezes Towarzystwa „Proswita”. Członek rzeczywisty Towarzystwa Naukowego im. Szewczenki. Stryj Jarosława Ołesnyckiego.

## Życiorys
Urodził się w rodzinie księdza greckokatolickiego Hryhorija Ołesnyckiego, herbu Dębno. Matką jego była Zofia Poznanśka, córka gr.kat. proboszcza we wsi Borki Małe.
W 1878 zdał maturę w c. k. Gimnazjum w Tarnopolu, w jednej klasie z nim uczyli się m.in. Wawrzyniec Teisseyre, hr. Michał Baworowski. Następnie kontynuował naukę we Lwowie, gdzie ukończył prawo na Uniwersytecie Lwowskim, uzyskując stopień naukowy doktora praw. W latach 1885–1890 był członkiem redakcji Diła. W latach 1900–1910 był posłem do galicyjskiego Sejmu Krajowego i przewodniczącym ukraińskiego klubu sejmowego (złożył mandat w 1910 z powodu choroby serca, jego miejsce w 1910 zajął Jewhen Petruszewycz). W latach 1907–1917 był posłem do austriackiego parlamentu. Od 1909 był członkiem rzeczywistym Towarzystwa Naukowego im. Szewczenki.